# Swiss Open Gstaad 2025
Lo Swiss Open Gstaad 2025, ufficialmente EFG Swiss Open Gstaad 2025 per motivi di sponsorizzazione, è stato un torneo di tennis professionistico giocato su campi in terra rossa. È stata la 57ª edizione del torneo, facente parte della categoria ATP Tour 250 nell'ambito dell'ATP Tour 2025. Il torneo si è giocato presso la Roy Emerson Arena di Gstaad, in Svizzera, dal 14 al 20 luglio 2025.

## Partecipanti

### Teste di serie
| Nazionalità | Giocatore               | Ranking* | Testa di serie |
| ----------- | ----------------------- | -------- | -------------- |
| Norvegia    | Casper Ruud             | 15       | 1              |
| Kazakistan  | Aleksandr Bublik        | 31       | 2              |
| Spagna      | Pedro Martínez          | 52       | 3              |
| Argentina   | Tomás Martín Etcheverry | 53       | 4              |
| Serbia      | Laslo Đere              | 60       | 5              |
| Belgio      | David Goffin            | 63       | 6              |
| Argentina   | Francisco Comesaña      | 65       | 7              |
| Francia     | Arthur Rinderknech      | 72       | 8              |

* Ranking al 30 giugno 2025.

### Altri partecipanti
I seguenti giocatori hanno ricevuto una wildcard per il tabellone principale:
- David Goffin
- Jérôme Kym
- Dominic Stricker

I seguenti giocatori sono entrati in tabellone passando dalle qualificazioni:

- Ignacio Buse
- Calvin Hemery
- Francesco Passaro
- Marco Trungelliti

Il seguente giocatore è entrato in tabellone come lucky loser:
- Patrick Zahraj

Il seguente giocatore è entrato in tabellone attraverso il programma Next Gen:
- Martín Landaluce

### Ritiri
Prima del torneo
- Matteo Berrettini → sostituito da  Arthur Cazaux
- Marin Čilić → sostituito da  Dalibor Svrčina
- Daniel Elahi Galán → sostituito da  Nik'oloz Basilashvili
- Pedro Martínez → sostituito da  Patrick Zahraj
- Otto Virtanen → sostituito da  Román Andrés Burruchaga
- Alexander Zverev → sostituito da  Stan Wawrinka

## Partecipanti al doppio

### Teste di serie
| Nazione    | Giocatore           | Nazione     | Giocatore       | Ranking* | Testa di serie |
| ---------- | ------------------- | ----------- | --------------- | -------- | -------------- |
| Portogallo | Francisco Cabral    | Austria     | Lucas Miedler   | 87       | 1              |
| Germania   | Jakob Schnaitter    | Germania    | Mark Wallner    | 120      | 2              |
| Germania   | Hendrik Jebens      | Francia     | Albano Olivetti | 126      | 3              |
| Germania   | Constantin Frantzen | Paesi Bassi | Robin Haase     | 127      | 4              |

* Ranking al 30 giugno 2025.

### Altri partecipanti
Le seguenti coppie di giocatori hanno ricevuto una wildcard per il tabellone principale:
- Henry Bernet /  Stan Wawrinka
- Jakub Paul /  Dominic Stricker

### Ritiri
Prima del torneo
- Íñigo Cervantes /  Pedro Martínez → sostituiti da  Matwé Middelkoop /  Jean-Julien Rojer
- Skander Mansouri /  David Pel → sostituiti da  Marcelo Demoliner /  Skander Mansouri

## Punti
| Evento    | V   | F   | SF  | QF | 2T   | 1T | Q    | Q2   | Q1   |
| Singolare | 250 | 165 | 100 | 50 | 25   | 0  | 13   | 7    | 0    |
| Doppio    | 250 | 150 | 90  | 45 | N.D. | 0  | N.D. | N.D. | N.D. |

## Montepremi
| Evento    | V        | F        | SF       | QF       | 2T       | 1T      | Q2      | Q1      |
| Singolare | 90 675 € | 52 890 € | 31 090 € | 18 015 € | 10 460 € | 6 390 € | 3 200 € | 1 745 € |
| Doppio*   | 31 530 € | 16 940 € | 9 910 €  | 5 500 €  | N.D.     | 3 240 € | N.D.    | N.D.    |

*per team

## Campioni

### Singolare
Aleksandr Bublik ha sconfitto in finale  Juan Manuel Cerundolo con il punteggio di 6-4, 4-6, 6-3.
- È il sesto titolo in carriera per Bublik, il secondo in stagione.

### Doppio
Francisco Cabral /  Lucas Miedler hanno sconfitto in finale  Hendrik Jebens /  Albano Olivetti con il punteggio di 6(4)-7, 7-6(4), [10-3].